# سيتي سكيب (معرض)
سيتي سكيب هو أكبر معرض عالمي متخصص في كل ما يتعلق بأعمال العقارات، ويقام سنوياً في العديد من المدن المهمة، انطلق عام 2002م من مدينة دبي وتمدد ليشمل معارض في مدينة أبوظبي، الرياض، لندن، جدة، سنغافورة، الهند، روسيا والولايات المتحدة الأميركية وعدة مدن أخرى.

## استخبارات سيتي سكيب
ومؤخراً تم تأسيس خدمة معلوماتية منبثقة عن المعارض، متخصصة في توفير مصادر معلومات حول حركة تجارة العقارات العالمية، وتركز على أسواق العقارات الناشئة. تقوم هذه الخدمة بتحليل معلومات مستمدة من أكثر من 2500 مصدر عالمي، وتقديمها في شكل تقارير وإحصاءات ومقابلات مع متخصصي العقارات العالميين.

## مواقع خارجية
- الموقع الرسمي